# Grand'Anse (rivier)
De Grand'Anse is een rivier in het zuiden van Haïti. De rivier heeft een lengte van 90 kilometer. Het debiet bedraagt 12 m³/s. De rivier komt uit in de Golf van Gonâve in de buurt van de stad Jérémie.

## Zie ook

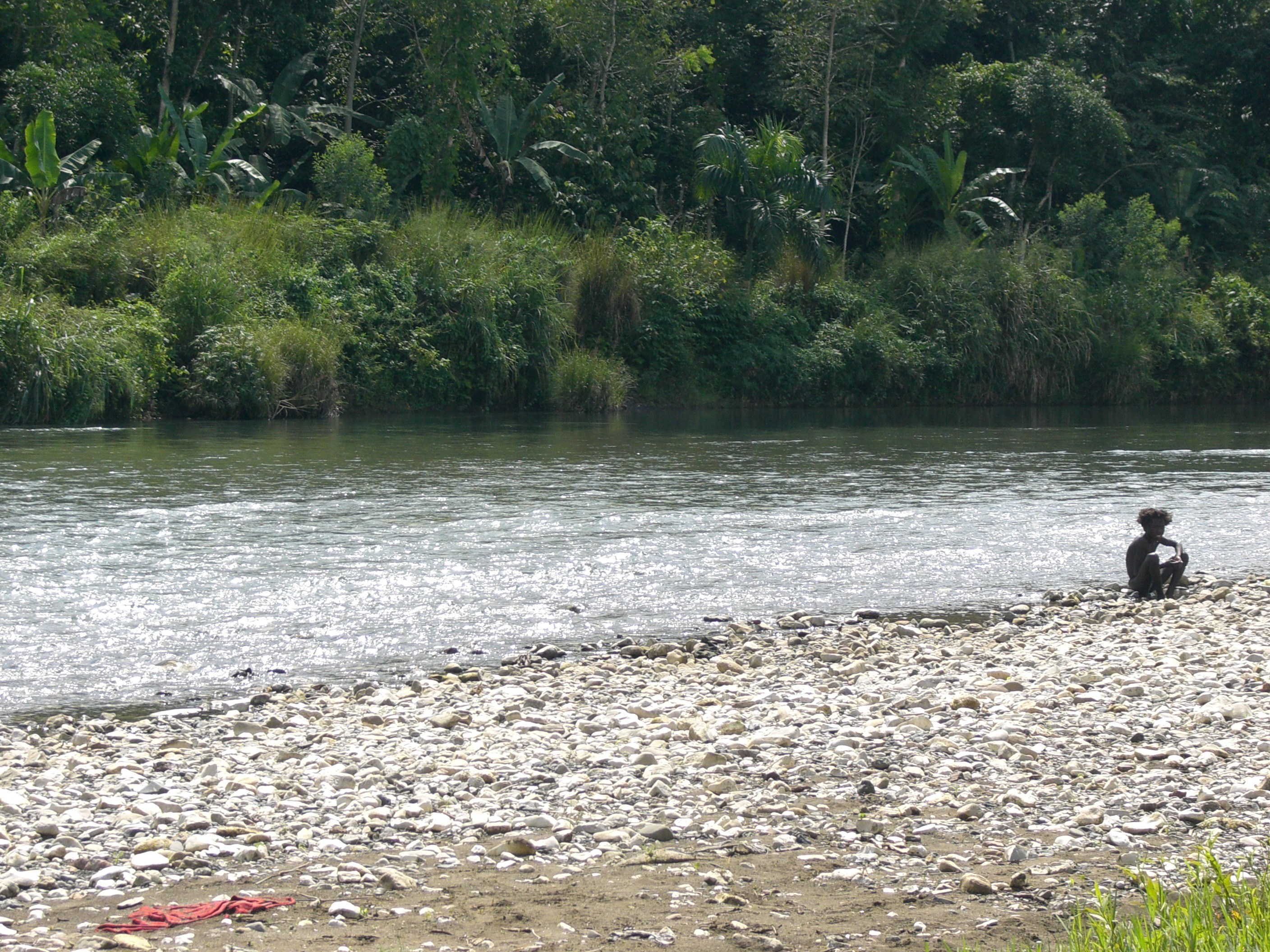
De Grand'Anse, januari 2005